# باگالی (پنسیلوانیا)
باگالی (به انگلیسی: Baggaley) یک منطقهٔ مسکونی در ایالات متحده آمریکا است که در شهرستان وستمورلند، پنسیلوانیا واقع شده است. باگالی ۳۱۹٫۱۳ متر بالاتر از سطح دریا واقع شده است.